# カルロス・リコナ
カルロス・ロゲリオ・リコナ（Carlos Rogelio Licona、1995年3月3日 - ）は、アメリカ合衆国のプロボクサー。メキシコメキシコシティ出身。元IBF世界ミニマム級王者。アメリカ人で初のミニマム級世界王者であり、トレーナーはロベルト・ガルシア。

## 来歴
2014年12月5日、プロデビュー。
2018年4月7日、ポンセのコムプレホ・フェリエル・デ・プエルトリコでハニエル・リベラとWBOラテンアメリカミニマム級王座決定戦を行い、10回3-0（2者が98-92、99-91）の判定勝ちを収め王座を獲得した。
2018年12月1日、ロサンゼルスのステイプルズ・センターでデオンテイ・ワイルダーVSタイソン・フューリーの終了後に僅かな観客が見守る中、京口紘人の王座返上に伴うIBF世界ミニマム級王座決定戦をIBF世界ミニマム級1位のマーク・アンソニー・バリーガと行い、12回2-1（2者が115-113、113-115)の判定勝ちを収め、ウィル・グリッグスピーがライトフライ級で王座を獲得して以来となるアメリカ人初のミニマム級世界王者となった。
2019年2月16日、ロサンゼルスのマイクロソフト・シアターでIBF世界ミニマム級7位のディージェイ・クリエルと対戦し、12回2分16秒KO負けを喫し初防衛に失敗、王座から陥落した。

## 獲得タイトル
- WBOラテンアメリカミニマム級王座
- IBF世界ミニマム級王座（防衛0）
- FECARBOXフライ級王座